# Françoise (compilation)
Pour les articles homonymes, voir Françoise.
Albums de Françoise Hardy
Françoise in Italian
(1970) Soleil
(1970)
Françoise est une compilation de chansons chantées en langues française, allemande et anglaise par Françoise Hardy. Produite par la société « Hypopotam », nouvellement créée par la chanteuse, et distribuée par Sonopresse, l’édition originale est parue en France, fin mai, début juin 1970.

## 1970: Hypopotam
À l'issue du procès que Françoise Hardy avait intenté à l'encontre des Disques Vogue, lui ont été concédés les droits sur ses seules chansons produites par la société « Asparagus ». Libérée de l'emprise de Vogue, elle entame un nouveau départ en créant sa société de production baptisée, « Hypopotam ».
Elle s'associe ensuite avec la société Sonopresse, pour la distribution de ses prochains disques. Et, pour préserver ses droits sur ses futures créations, la chanteuse fonde sa société d'édition nommée, « Kundalini ».

Françoise Hardy inaugure cette étape décisive en éditant l'album Traüme, pour l’Allemagne et quelques compilations destinées aux marchés étrangers, notamment Françoise in Italian, uniquement distribuée en Afrique du Sud, et Françoise, sujet de cet article, distribuée en France et dans quelques pays étrangers.

## Mise en perspective de la compilation
Cette compilation est composée de douze enregistrements produits par la société Asparagus et déjà publiés sous le label des disques Vogue.
– Deux chansons sont extraites de son septième album, paru en 1967 : Ma jeunesse fout le camp... et Des ronds dans l’eau.
– Deux chansons sont extraites de son huitième album, paru en 1968 : Comment te dire adieu et Étonnez-moi Benoît...!
– Une chanson est extraite de son neuvième album, paru originellement en 1968 au Royaume-Uni : Loving You.
– Une chanson est extraite de son deuxième album de chansons chantées en allemand, paru en Allemagne en 1969 : Träume.
– Une chanson est extraite du 45 tours paru en été 1968 : Avec des si.
– Trois chansons sont extraites du super 45 tours paru en juin 1969 : Il voyage, L’Heure bleue et Au fil des nuits et des journées.
– et les deux chansons du 45 tours paru en septembre 1969 : J'ai coupé le téléphone et Les Doigts dans la porte.
Peu après la parution de cette compilation, son dixième l’album sera édité.

### Édition originale
France, fin mai, début juin 1970 : microsillon 33 tours/30 cm., Françoise, Production Hypopotam/Sonopresse/Sonopresse (HY 30.901).
Pochette ouvrante : photographies réalisées par Alain Tugault (recto), Benjamin Auger (verso) et Jacques Haillot (intérieur).

### Liste des chansons
Les 12 chansons qui composent le disque ont été enregistrées en stéréophonie. Françoise Hardy est accompagnée par les orchestres de Saint-Preux, de Jean-Pierre Sabar, de Charles Blackwell, de John Cameron et de Jean-Claude Vannier.
| 1. | Träume                                          | Fred Weyrich     | Martin Böttcher                   | Saint-Preux       | 3:06 |
| 2. | Au fil des nuits et des journées                | Françoise Hardy  | Françoise Hardy                   | Jean-Pierre Sabar | 2:05 |
| 3. | J’ai coupé le téléphone                         | Françoise Hardy  | Françoise Hardy                   | Jean-Pierre Sabar | 2:02 |
| 4. | Ma jeunesse fout le camp...                     | Guy Bontempelli  | Guy Bontempelli                   | Charles Blackwell | 3:08 |
| 5. | Comment te dire adieu (It Hurts to Say Goodbye) | Serge Gainsbourg | Arnold Goland, arr. S. Gainsbourg | Jean-Pierre Sabar | 2:30 |
| 6. | Il voyage                                       | Françoise Hardy  | Françoise Hardy                   | Jean-Pierre Sabar | 2:14 |

| 1. | Loving You               | Jerry Leiber    | Mike Stoller        | Charles Blackwell   | 2:13 |
| 2. | L’Heure bleue            | Françoise Hardy | Françoise Hardy     | Jean-Pierre Sabar   | 1:49 |
| 3. | Des ronds dans l’eau     | Pierre Barouh   | Raymond Le Sénéchal | Charles Blackwell   | 2:28 |
| 4. | Avec des si              | Françoise Hardy | Françoise Hardy     | Jean-Pierre Sabar   | 3:03 |
| 5. | Étonnez-moi Benoît...!   | Patrick Modiano | Hugues de Courson   | John Cameron        | 2:56 |
| 6. | Les Doigts dans la porte | Eddy Marnay     | Ariel Zilber (en)   | Jean-Claude Vannier | 1:48 |

## Discographie liée à la compilation
– SP (Single Playing) = Disque microsillon 45 tours 2 titres.
– LP (Long Playing) = Disque microsillon 33 tours/30cm.
– CD (Compact Disc) = Disque compact.
– CDS (Compact Disc Single) = Disque compact 2 titres.

### Édition française de 45 tours
- 1970 : SP, Production Hypopotam/Sonopresse (HY. 45. 902).

1. Träume, Fred Weyrich / Martin Böttcher.
2. Loving You, Jerry Leiber / Jerry Leiber et Mike Stoller.

### Rééditions françaises de la compilation
- 1970 : LP, Françoise, Production Hypopotam/Sonopresse (HY 30.901)[10].

- 1970 : LP, Françoise, Guilde Internationale du Disque/Concert Hall (SVS 2731).
  - La pochette de cette édition est identique mais l’ordre des titres est différent. De surcroît, les chansons Étonnez-moi Benoît...! et Les Doigts dans la porte, sont remplacées par Viens-là et C’était Charmant, deux compositions extraites du septième album paru en 1967.

### Premières éditions étrangères de la compilation
- Pays-Bas, 1970 : LP, Françoise, CBS (S 52819).
- Japon, 1973 : LP, Françoise, Epic/CBS/Sony (ECPM 24).

### Rééditions étrangères de la compilation
- Japon, 1990 : LP, Françoise, Epic/Sony (25.3P-71).
- Japon, 1990 : CD, Françoise, Épic/Sony (ESCA 5186).

### Chansons choisies pour le cinéma
Traüme
- France, 2000 : CDS promotionnel, bande originale du film Gouttes d'eau sur pierres brûlantes, réalisé par François Ozon, distribution Haut et court (15300).

Des ronds dans l'eau
- Italie, 2003 : CD, bande originale du film Souviens-toi de moi (Ricordati di me), réalisé par Gabriele Muccino, BMG/RCA (28765 77062).